# Rüdiger Horn
Rüdiger Horn (* 28. Juli 1967 in Strausberg) ist ein ehemaliger deutscher Mittelstreckenläufer, der sich auf die 1500-Meter-Distanz spezialisiert hatte und für die DDR startete.
1987 wurde er DDR-Hallen-Vizemeister und 1988 DDR-Hallenmeister. Bei den Leichtathletik-Halleneuropameisterschaften 1988 in Budapest gewann er Bronze. Insgesamt trat er fünfmal im Nationaltrikot an.
Rüdiger Horn startete für den ASK Vorwärts Potsdam und nach 1991 für den SCC Berlin.

## Persönliche Bestzeiten
- 800 m: 1:48,09 min, 21. August 1987, Potsdam
- 1500 m: 3:40,09 min, 20. August 1987, Potsdam
  - Halle: 3:38,06 min, 13. Februar 1988, Wien